# Compsilura sumatrensis
Compsilura sumatrensis är en tvåvingeart som beskrevs av Townsend 1926. Compsilura sumatrensis ingår i släktet Compsilura och familjen parasitflugor. Inga underarter finns listade i Catalogue of Life.